# Profilaxis pre-exposición

## Definición
La profilaxis pre-exposición (su acrónimo, PrEP) es una estrategia preventiva que consiste en administrar un medicamento o agente profiláctico a una persona sana antes de estar expuesta a un agente infeccioso o tóxico, con el objetivo de prevenir la aparición de la enfermedad. 
Se basa en el principio de protección anticipada: preparar al cuerpo antes del contacto con el agente patógeno.

## Tipos
- Profilaxis Pre-Exposición para VIH
- Profilaxis Pre-Exposición para Malaria
- Profilaxis Pre-Exposición para Meningitis
- Profilaxis Pre-Exposición para Rabia[3]
- Profilaxis Pre-Exposición para Hepatitis A
- Profilaxis Pre-Exposición para COVID-19[4]